# Хаптагайский наслег
Хаптагайский наслег — сельское поселение в Мегино-Кангаласском улусе Якутии Российской Федерации.
Административный центр — село Хаптагай.

## История
Статус и границы сельского поселения установлены Законом Республики Саха (Якутия) от 30 ноября 2004 года N 173-З N 353-III «Об установлении границ и о наделении статусом городского и сельского поселений муниципальных образований Республики Саха (Якутия)».

## Население
| 2002  | 2010  | 2011  | 2012  | 2013  | 2014  | 2015 |
| ----- | ----- | ----- | ----- | ----- | ----- | ---- |
| 1014  | ↘1004 | →1004 | →1004 | ↘999  | ↘996  | ↗999 |
| 2016  | 2017  | 2018  | 2019  | 2020  | 2021  |      |
| ↗1010 | ↗1023 | ↗1034 | ↘1031 | ↗1050 | ↘1047 |      |

## Состав сельского поселения
| № | Населённый пункт | Тип населённого пункта       | Население |
| - | ---------------- | ---------------------------- | --------- |
| 1 | Хаптагай         | село, административный центр | ↘1047     |